# مایکل گلیدیس
مایکل گلیدیس (انگلیسی: Michael Gladis؛ زادهٔ ۳۰ اوت ۱۹۷۷) هنرپیشه اهل ایالات متحده آمریکا است.
او بیشتر به‌خاطر بازی کردن در نقشِ «پل کینزی» در مجموعهٔ تلویزیونی مد من شناخته شده است.